# Whittington (Worcestershire)
Whittington – wieś w Anglii, w hrabstwie Worcestershire, w dystrykcie Wychavon. Leży 4 km na południowy wschód od miasta Worcester i 160 km na północny zachód od Londynu.